# 이종석 (법조인)
이종석(李悰錫, 1961년 2월 21일 ~ )은 판사 출신으로 제8대 헌법재판소장을 지낸 대한민국의 법조인이다.

## 생애
1961년 경상북도 칠곡군에서 태어났다. 경북고등학교와 서울대학교 법학과를 졸업하고 제25회 사법시험에 합격했다. 15기 사법연수원을 수료하고 육군 법무관을 전역한 이후인 1989년 인천지방법원 판사에 임용되어 서울민사지방법원, 대구지방법원, 대구지방법원 경주지원, 서울남부지방법원, 서울지방법원, 서울고등법원 등에서 판사로 활동했다.
동기들 사이에서 도덕 교사라고 불릴 정도로 원칙을 중요시하는 판사로 유명한 이종석은 서울중앙지법 영장전담부장판사로 재직하던 2006년에 1200억원대 비자금을 조성한 의혹을 받은 정몽구 현대자동차 그룹 회장을 구속했다.
서울중앙지방법원 파산수석부장판사로 재직할 때, 동양그룹, 웅진그룹, STX그룹 등 다수의 기업 회생사건을 맡아 채권자들의 이해관계를 합리적으로 조정했다는 평가를 받으면서 기업회생절차를 간소화하고 채권단 의견을 반영해 단기간 내 회생절차 졸업을 유도하는 패스트 트랙을 도입했다.
제20대 국회에서 자유한국당 몫의 추천을 받아 안창호 재판관의 후임으로 선출되었다.

## 학력
- 1979년 경북고등학교
- 1983년 서울대학교 법학과 학사
- 서울대학교 대학원 법학과

## 경력
- 1983년: 제25회 사법시험 합격
- 1986년: 사법연수원 15기 수료
- 1986년 4월 ~ 1989년 1월: 육군 군법무관 복무
- 1989년 3월 ~ 1991년 2월: 인천지방법원 판사
- 1991년 2월 ~ 1993년 3월: 서울민사지방법원 판사
- 1993년 3월 ~ 1996년 2월: 대구지방법원 경주지원 판사
- 1996년 3월 ~ 1997년 2월: 서울지방법원 남부지원 판사
- 1996년 9월 ~ 1998년 8월: 법원행정처 사법정책연구실 담당관
- 1997년 2월 ~ 2000년 7월: 서울고등법원 판사
- 2000년 7월 ~ 2001년 2월: 서울지방법원 부장판사
- 2001년 2월 ~ 2003년 2월: 대구지방법원 부장판사
- 2003년 2월 ~ 2006년 2월: 수원지방법원 부장판사
- 2003년 2월 ~ 2003년 8월: 도쿄 대학 교육 파견
- 2006년 2월 ~ 2007년 2월: 서울중앙지방법원 부장판사
- 2007년 2월 ~ 2009년 2월: 대전고등법원 부장판사
- 2009년 2월 ~ 2010년 2월: 수원지방법원 수석부장판사
- 2010년 2월 ~ 2012년 2월: 서울고등법원 부장판사
- 2012년 2월 ~ 2014년 2월: 서울중앙지방법원 파산부 수석부장판사
- 2014년 2월 ~ 2015년 8월: 서울고등법원 부장판사
- 2015년 8월 ~ 2016년 2월: 서울고등법원 수석부장판사
- 2016년 2월 ~ 2018년 2월: 수원지방법원 법원장
- 2016년 2월 ~ 2018년 2월: 경기도선거관리위원회 위원장
- 2018년 2월 ~ 2018년 10월: 서울고등법원 수석부장판사
- 2018년 10월 ~ 2024년 10월: 헌법재판소 헌법재판관
- 2023년 11월 ~ 2024년 10월: 제8대 헌법재판소장

## 주요 판결
- 수원지방법원 행정1부 재판장으로 재직하던 2004년 3월 19일에  종교재단이 하남시장을 상대로 낸 취득세 등 부과처분취소 소송 선고공판에서 "종교재단이 교리실로 사용중인 일부 컨테이너는 종교활동에 직접 사용한다고 볼 수 있지만 임시적, 불법적으로 사용하는 경우까지 종교활동에 사용한다고 불수 없다"고 하면서 "개발제한구역에 불법 설치된 건물은 종교시설일지라도 비과세 혜택을 받을 수 없다"며 "시청이 부과한 취득세 464만여원 등 세금 1304만여원은 정당하다"고 판결했다.[4]

- 서울중앙지방법원 형사합의21부 재판장으로 재직하던 2006년 12월 8일에 3차례에 걸쳐 국내에 잠입해 울진 원전과 천안 공군 레이더기지, 용산 미8군부대 등 주요 시설을 촬영한 정경학에 대해 "피고인이 간첩 활동을 위해 장기간 교육을 받은 뒤 신분을 세탁하고, 간첩 활동을 목적으로 남한에 잠입했다는 점에서 처벌이 불가피하다"며 징역10년에 자격정지 10년을 선고했다.[5] 2007년 1월 29일에 현대자동차 브로커로 활동했던 김동훈으로부터 "채권은행 고위관계자들에게 채무 탕감을 위한 로비를 해달라"는 부탁을받고 세 차례에 걸쳐 2억원을 받은 혐의로 기소된 변양호 전 재정경제부 금융정책국장에 대해 "유일한 직접적인 증거인 뇌물공여자 김동훈의 검찰 수사 및 법정진술을 선뜻 믿기 어렵고 별다른 증거가 없다"며 무죄를 선고했다.[6]

- 서울고등법원 민사16부 재판장으로 재직하던 2011년 1월 11일에 서울보증보험 등 14개 기관으로 구성된 삼성자동차 채권단이 이건희 회장과 삼성그룹 계열사 28곳을 상대로 제기한 약정금 청구소송 항소심에서 계열사가 채권단에 6000억원과 지연이자를 지급하도록 원고 일부 승소 판결했다.[7] 5월 31일에 중장비 제조업체인 수산중공업이 우리은행과 한국씨티은행을 상대로 낸 부당이득금 반환 청구 소송에서  "당시 환율하락을 전망한 상황에서 사후 급격한 변화 때문에 당사자 사이에 큰 불균형이 생겼다고 해서 상품 자체가 불공정하다고 볼 수 없다"며  원심과 같이 원고 패소 판결했다.[8]

- 서울고등법원 행정9부 재판장으로 재직하던 2014년 8월 21일에 삼성전자 반도체 공장에서 일하다 백혈병으로 숨진 황유미, 이숙영의 유족이 근로복지공단을 상대로 제기한 유족급여 및 장의비 부지급 처분 취소 소송에서 원고 승소 판결하면서 황민웅의 유족 등 3명에 대해서는 "인과관계가 없다"고 했다.[9]

## 같이 보기
- 대한민국 헌법재판소
- 대한민국의 헌법재판소장